# Mezira pacifica
Mezira pacifica är en insektsart som beskrevs av Robert L. Usinger 1936. Mezira pacifica ingår i släktet Mezira och familjen barkskinnbaggar. Inga underarter finns listade i Catalogue of Life.